# Büchnerova nálevka

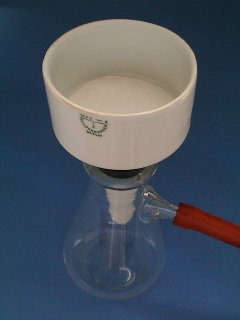
Büchnerova nálevka

Büchnerova nálevka je druhem nálevky, která je používána v laboratoři. Je zhotovena z porcelánu a její vnitřní prostor je oddělen dnem, které tvoří perforovaná přepážka.

## Využití
Nalézá uplatnění při filtraci za sníženého tlaku. Na dírkovanou přepážku je položen vystřižený kruh filtračního papíru a nálevka je poté vsazena do hrdla vhodné odsávací baňky, připojené bočním vývodem k vývěvě. Mezi nálevku samotnou a hrdlo baňky je nutné vložit vhodné těsnění (které někdy bývá přímo součástí nálevky). Vysátím vzduchu z baňky se dosáhne rychlého průběhu filtrace, filtrační koláč je zachycen na vloženém filtračním papíře a následně je seškrábán nebo vyndán i s papírem (filtrační koláč je často dosti kompaktní). Použití Büchnerovy nálevky při běžné laboratorní praxi je však dnes (2009) již většinou nahrazeno filtrací přes fritu a omezuje se na demonstrační a výukové účely.

## Zajímavost
Častým omylem je, že nálevka, stejně jako Büchnerova baňka, nese název po nositeli Nobelovy ceny Eduardu Buchnerovi. Pravdou je, že nese jméno německého průmyslníka Ernsta Büchnera.